# Палащелье

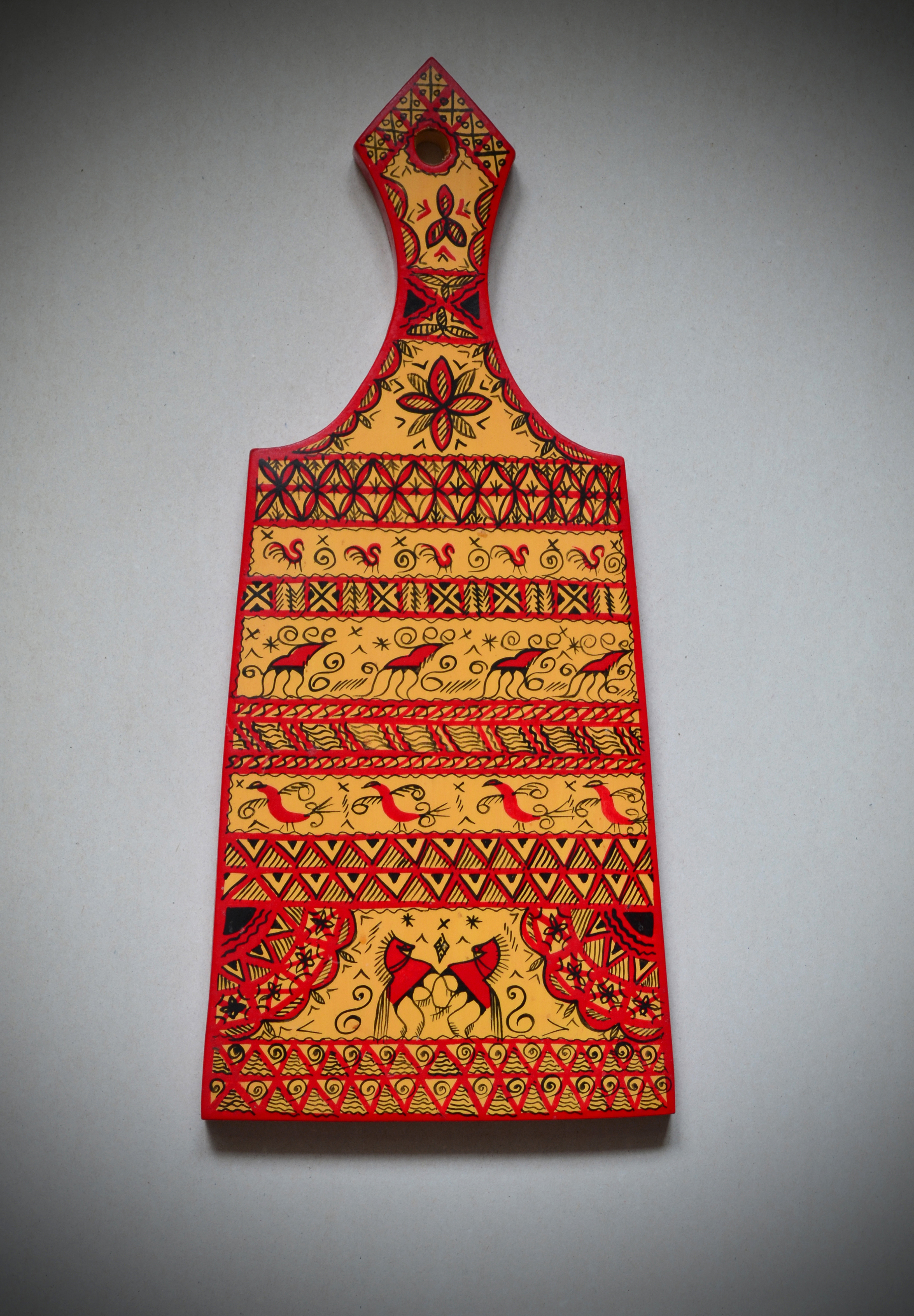
Палащелье - один из центров мезенской палащельской росписи

Палащелье — деревня в Лешуконском районе Архангельской области. Входит в состав Ценогорского сельского поселения (муниципальное образование «Ценогорское»).

## Географическое положение
Деревня расположена на правом берегу реки Мезень. Ближайший населённый пункт Ценогорского сельского поселения, деревня Белощелье, расположен в 15 км к западу. Расстояние до административного центра сельского поселения, села Ценогора, составляет 27 км, а до административного центра района, села Лешуконское, — 100 км.

## Население
| 2002 | 2010 | 2012 |
| ---- | ---- | ---- |
| 59   | ↘34  | ↘33  |

| Население                            | на 1 января 2010 года |
| ------------------------------------ | --------------------- |
| В возрасте до 16 лет                 | 5                     |
| Трудовые ресурсы (из них работающих) | 13 (10)               |
| Пенсионеры                           | 23                    |
| Всего                                | 41                    |
| Прибыло / выбыло (за год)            | 0 / 0                 |
| Родилось / умерло (за год)           | 0 / 2                 |

## Инфраструктура
Жилищный фонд села составляет 1,9 тыс. м², покинутые и пустующие дома — 70% от общей площади жилищного фонда. Объекты социальной сферы на территории населённого пункта отсутствуют. В число организаций, расположенных в деревни на 1 января 2010 года, входит ПО «Ценогорское».